# Julianstown
Julianstown is een plaats in het Ierse graafschap County Meath. De plaats telt 618 inwoners.